# Boksning under sommer-OL 2016 – Sværvægt (herrer)
Mændenes sværvægt i boksning under sommer-OL 2016 i Rio de Janeiro blev afholdt i perioden 6.–15. august 2016 i Riocentro.